# Tokudaia tokunoshimensis
Tokudaia tokunoshimensis és una espècie de mamífer rosegador de la família dels múrids. És endèmic de l'illa de Tokunoshima  (Japó). El seu hàbitat natural són els boscos de frondoses. Està amenaçat per la destrucció d'hàbitat i els atacs de gossos i gats ferals. El seu nom específic, tokunoshimensis, significa 'de Tokunoshima' en llatí.